# Poecilothomisus speciosus
Genre
Espèce
Synonymes
- Platythomisus speciosus Thorell, 1881

Poecilothomisus speciosus, unique représentant du genre Poecilothomisus, est une espèce d'araignées aranéomorphes de la famille des Thomisidae.

## Distribution
Cette espèce est endémique du Nord de l'Australie.

## Description
La femelle holotype mesure 12 mm.

## Publications originales
- Thorell, 1881 : Studi sui Ragni Malesi e Papuani. III. Ragni dell'Austro Malesia e del Capo York, conservati nel Museo civico di storia naturale di Genova. Annali del Museo Civico di Storia Naturale di Genova, vol. 17, p. 1-727 (texte intégral).
- Simon, 1895 : Histoire naturelle des araignées. Paris, vol. 1, p. 761-1084 (texte intégral).